# Milkor MGL
El Milkor MGL (acrónimo en inglés de Multiple Grenade Launcher, Lanzagranadas múltiple) es un lanzagranadas revólver de 40 mm con tambor de seis granadas, desarrollado y fabricado en Sudáfrica por la compañía Milkor Ltd. Fue presentado como arma conceptual a las Fuerzas de Defensa de Sudáfrica en 1981, siendo aprobada y sujeta a un programa de cualificación. El MGL fue puesto en servicio oficial activo con la FDS y recibió la designación Y2. Después de su introducción en 1983, fue gradualmente adoptado por fuerzas armadas y organizaciones de apoyo policial de más de 50 países. Desde 1983 se han producido más de 50.000 unidades.

## Diseño
El MGL es un arma de repetición, destinada a incrementar sustancialmente el poder de fuego de una escuadra en comparación con los tradicionales lanzagranadas monotiro tales como el M203. El MGL fue diseñado para ser sencillo, resistente y fiable. Utiliza el principio del revólver para lograr una alta cadencia de disparos precisos contra un blanco. Puede cargarse con una gran variedad de granadas, tales como HEAT, bean bag, lacrimógenas y bengalas, para después dispararlas tan rápido como se aprieta el gatillo; el tambor puede cargarse o descargarse rápidamente para mantener una alta cadencia de disparo. Aunque es principalmente destinado para uso defensivo u ofensivo con granadas de alto poder explosivo, con las granadas adecuadas puede emplearse como arma antimotines y en otras operaciones de seguridad. Nuevas modificaciones patentadas le permiten al MGL disparar granadas no letales.

### Sistema
El MGL es un lanzagranadas de 40 mm de baja velocidad, con un tambor tipo revólver rotado mediante un mecanismo de relojería, que puede cargar la mayoría de granadas 40 x 46. El tambor gira automáticamente al disparar, pero se le debe dar cuerda a su mecanismo después de cada recarga.

### Características

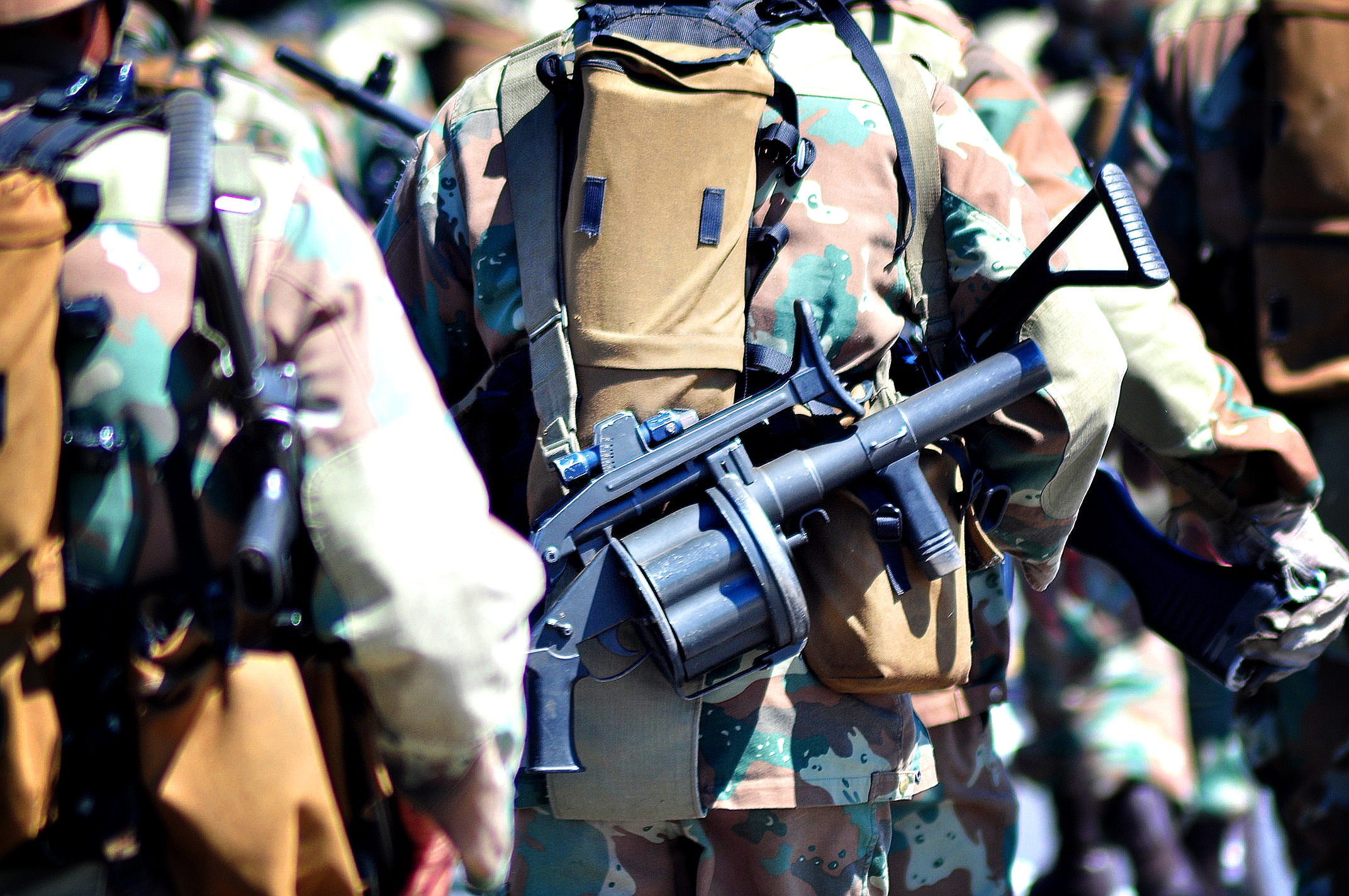
Soldado sudafricano armado con un Y2 MKI MGL. Sus variantes están en servicio con el Ejército de Sudáfrica desde 1983.

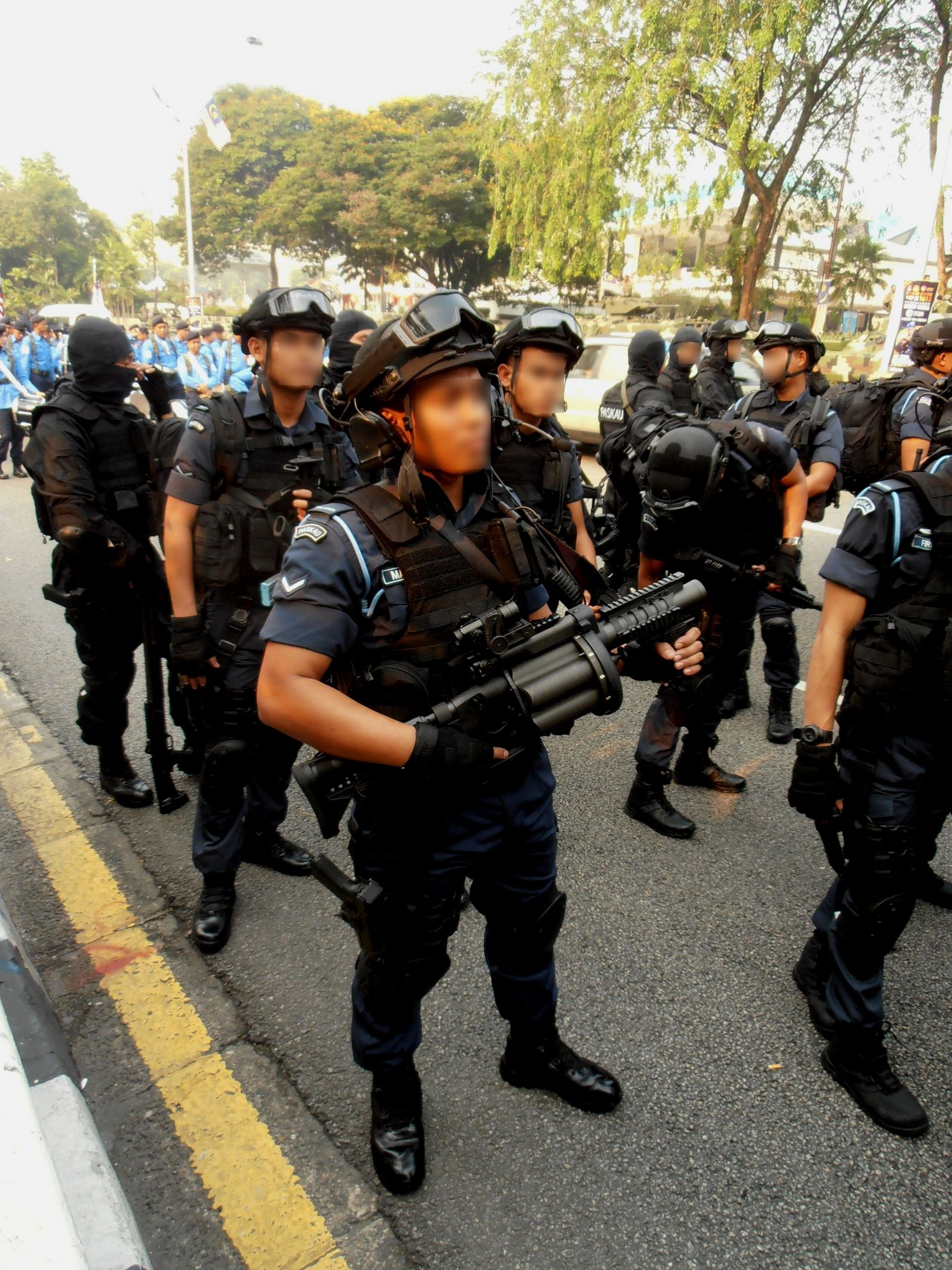
Miembro del PASKAU malayo, armado con un Milkor M32 MGL equipado con mira réflex Armson OEG.

El MGL consiste en un ligero cañón de acero con ánima estriada, el conjunto del alza, el armazón con el mecanismo de disparo, el tambor rotado mediante mecanismo de relojería y una culata plegable. El arma tiene el botón del seguro encima del pistolete, pudiendo operarse desde cualquier lado. El lanzagranadas no puede dispararse si cae accidentalmente. Para recargarlo, se suelta el eje del tambor y se pivota el armazón de acero lejos del tambor. La parte posterior del tambor (incluyendo el pistolete) se suelta y pivota en sentido antihorario para exponer las recámaras durante la recarga. Al introducir los dedos en las recámaras vacías y hacer girar el tambor de aluminio, se le da cuerda al mecanismo de relojería que lo hace rotar. Entonces se introducen las granadas en las recámaras una por una (porque el tambor no puede retirarse), se cierra el armazón y el eje del tambor se encaja nuevamente para cerrar. Cuando se aprieta el gatillo, el mecanismo de doble acción amartilla y suelta el percutor para disparar la granada. La presión de los gases del disparo sobre un pistón libera el tambor y le permite al mecanismo de relojería rotarlo para alinear la siguiente recámara con el percutor, para disparar la siguiente granada. En caso de que la granada no se dispare, se puede apretar repetidas veces el gatillo.

### Mecanismos de puntería
El Y2, entre otros modelos, está equipado con la mira colimadora Armson OEG (Occluded Eye Gunsight) que tiene un solo punto de mira. El tirador apunta con ambos ojos abiertos y el punto de mira se sobrepone al blanco, ambos siendo enfocados. La OEG del Y2 está diseñada como una ayuda para estimar el alcance, con el punto de mira equivaliendo a la estatura de un hombre a 200 m. También está equipada con iluminación de tritio para operaciones con baja luminosidad, que tiene una vida útil de unos 10 años. El cuadrante de distancia está graduado en incrementos de 25 m.    

### Accesorios
Cada MGL es suministrado con una correa portafusil, un juego de limpieza y un manual de instrucciones.

## Variantes
En la última década se le hicieron varias actualizaciones al diseño original. Después de 12 años de producción y más de una década de comentarios de sus usuarios en varios países, era evidente que el rediseño de algunas piezas harían que el arma fuese más sencilla de emplear y fiable, además de simplificar su mantenimiento. Este desarrollo, conocido como el MGL Mk 1, fue introducido al mercado en 1996. Todas las armas anteriormente suministradas pueden ser actualizadas al estándar del Mk 1. Piezas tales como el cañón, son intercambiables con modificaciones mínimas hechas mediante algunas herramientas especiales y troqueles.
En 2004 fueron introducida dos variantes "mejoradas". La primera es el Mk 1S, que reemplaza el armazón de aluminio del Mk 1 con uno de acero inoxidable más resistente, un conjunto de gatillo convencional y un soporte con rieles Picatinny alrededor del cañón. La segunda variante es el Mk 1L, con las mismas características que el Mk 1S, pero con un tambor de 140 mm de longitud para poder cargar granadas de propósito especial, tales como granadas de gas lacrimógeno y granadas no letales que son demasiado largas para cargarse en los modelos con tambor corto. El Mk 1L también tiene una culata extensible.

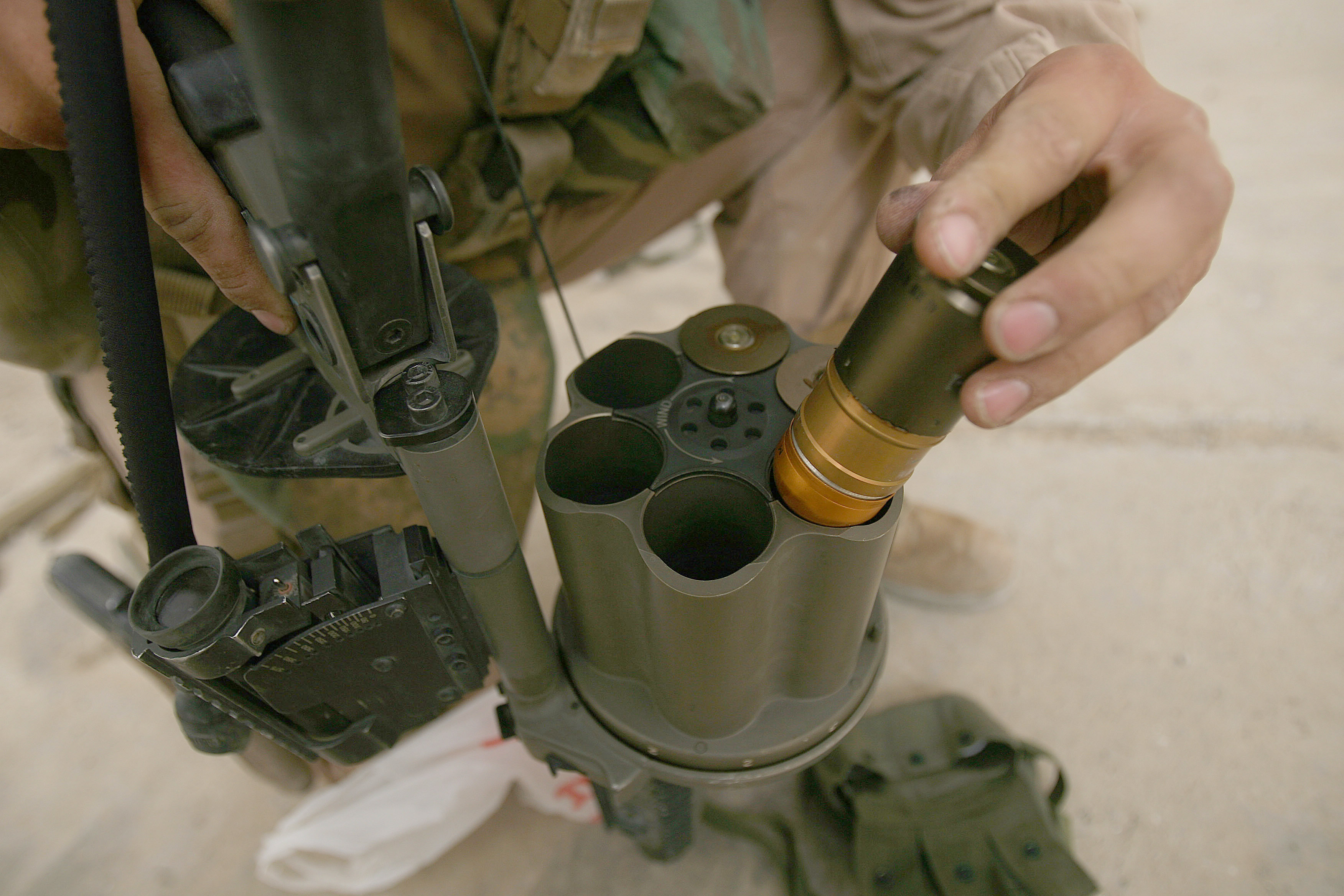
Cargando una granada de 40 mm en el lanzagranadas M32.

En 2006, el lanzagranadas Milkor 37/38mm MAR (acrónimo en inglés de Multiple Anti-Riot, Antimotines Múltiple) reemplazó al Yima 40 mm. El MAR es casi idéntico a los modelos del MGL, pero está adaptado para disparar las granadas no letales antimotines de 37/38 mm disponibles hoy en día.
El  Milkor SuperSix MRGL (acrónimo en inglés de Multi-range Grenade Launcher, Lanzagranadas de alcance múltiple) fue desarrollado en 2012 y tiene un nuevo sistema reductor del retroceso, una culata rediseñada, construcción reforzada y nuevos mecanismos de puntería. El SuperSix MRGL puede disparar una amplia variedad de granadas estándar (baja velocidad) y de velocidad media, que le permiten al usuario atacar una amplia variedad de blancos respecto a los anteriores lanzagranadas, con un alcance máximo de 800 a 1.200 metros. Las seis granadas pueden dispararse en rápida sucesión en menos de 3 segundos (según el tirador) y pueden cubrir un área de aproximadamente 20 x 60 m.

### Milkor USA
Milkor USA, Inc. es una empresa estadounidense que produce copias del Milkor MGL. La Milkor (Pty) no tiene afiliación o relación laboral alguna con Milkor USA.
Milkor USA anteriormente produjo el Mk 1S como el MGL-105 y el Mk 1L como el MGL-140, con las designaciones de ambos haciendo referencia a la longitud de sus respectivos tambores.
En 2005, el Cuerpo de Marines de los Estados Unidos compró 200 MGL-140 y los designó como "M32 Multi-shot Grenade Launcher" (M32 MGL or M32 MSGL). Inicialmente fueron probados en campaña en 2006. El M32 está equipado con la mira réflex M2A1, que funciona con pilas AAA y tiene ajustes infrarrojos para operaciones nocturnas. Su elevación es ajustable en incrementos de 25 m y tiene compensación de deriva, mientras que su armazón tiene un riel Picatinny en su parte superior.
En 2014, Milkor USA cesó la producción del MGL-104 y del MGL-140, e introdujo la variante con cañón corto M32A1. A pesar de su cañón más corto (203 mm en lugar de 305 mm), su peso era igual al del M32 porque el cajón de mecanismos, la culata y otras piezas del arma fueron reforzadas, anticipando las granadas de alta presión con velocidad media que buscaba el Mando de Operaciones Especiales de los Estados Unidos (USSOCOM). El M32A1 fue adoptado por el Cuerpo de Marines con la designación M32A1 Multi-shot Grenade Launcher y por el USSOCOM con la designación Mk 14 Mod 0.

## Usuarios
| País                     | Organización | Modelo                       | Cantidad        | Fecha | Fuente              |
| ------------------------ | --- | ---------------------------- | --------------- | ----- | ------------------- |
| Bangladés                | Ejército de Bangladés                                                                                            | Mk1                          | —               | —     | [ 4 ] [ 11 ]        |
| Bangladés                | Fuerza Aérea Bangladesí                                                                                          | —                            | —               | —     | [ 4 ] [ 11 ]        |
| Brasil                   | Ejército Brasileño                                                                                               | —                            | —               | —     | [ 4 ] [ 12 ]        |
| Colombia                 | Indumil produce el MGL Mk 1 bajo licencia.                                                                       | —                            | —               | —     | [ 4 ] [ 13 ]        |
| Corea del Sur            | Flotilla de Guerra Especial de la Armada de la República de Corea                                                | M32A1                        | —               | —     | [ 14 ]              |
| Croacia                  | Producido por Metallic d.o.o.                                                                                    | RBG-6                        | —               | —     | [ 4 ] [ 15 ] [ 16 ] |
| Dinamarca                | Ejército Real de Dinamarca - Policía Militar y el Jaeger Corps.                                                  | Y2                           | —               | —     | [ 17 ]              |
| Estados Unidos           | Cuerpo de Marines de los Estados Unidos                                                                          | M32 MGL M32A1 MGL            | —               | —     | [ 7 ] [ 18 ]        |
| Estados Unidos           | Mando de Operaciones Especiales de los Estados Unidos                                                            | M32A1 MGL (como Mk 14 Mod 0) | —               | —     | [ 7 ] [ 18 ]        |
| Filipinas                | Cuerpo de Marines de Filipinas                                                                                   | —                            | —               | —     | [ 19 ] [ 20 ]       |
| Georgia                  | Ejército de Georgia                                                                                              | —                            | —               | —     | [ 21 ]              |
| India                    | Producido bajo licencia por la Fábrica de armamento de Tiruchirappalli como el Multi Grenade Launcher.           | —                            | —               | —     | [ 4 ] [ 22 ]        |
| Indonesia                | Komando Pasukan Katak (KOPASKA), unidad de buzos tácticos de la Armada de Indonesia.                             | —                            | —               | —     | [ 4 ]               |
| Malasia                  | Ejército de Malasia                                                                                              | —                            | —               | —     | [ 4 ]               |
| Malasia                  | Pasukan Khas Udara (PASKAU), divisiones antiterroristas de la Real Fuerza Aérea de Malasia.                      | M32 MGL                      | —               | —     | [ 4 ] [ 23 ]        |
| México                   | Es empleado por el Ejército Mexicano y el Cuerpo de Fuerzas Especiales.                                          | —                            | —               | —     | —                   |
| Pakistán                 | Ejército de Pakistán                                                                                             | —                            | —               | —     | [ 4 ] [ 24 ]        |
| Pakistán                 | Grupo de Servicios Especiales, unidad antiterrorista del Ejército de Pakistán.                                   | —                            | —               | —     | [ 4 ] [ 24 ]        |
| República Centroafricana | Séléka | —                            | 1+              | 2013  | [ 25 ]              |
| Ruanda                   | Forces armées rwandaises                                                                                         | "40mm MGL"                   | 70              | 1992  | [ 26 ]              |
| Ruanda                   | Frente Patriótico Ruandés                                                                                        | "40mm MGL"                   | Capturó algunos | —     | [ 26 ]              |
| Singapur                 | Fuerza de Despliegue, unidad antiterrorista del Ejército de Singapur.                                            | —                            | —               | —     | —                   |
| Sudáfrica                | Ejército de Sudáfrica                                                                                            | Y2                           | —               | —     | [ 4 ] [ 15 ] [ 27 ] |
| Suecia                   | Fue probado por las Fuerzas Armadas de Suecia en la base KA3 de Gotland entre 1996 y 2000. No entró en servicio. | Granatkastargevär 90         | —               | —     | [ 28 ] [ 4 ] [ 15 ] |
| Tailandia                | Real Armada Tailandesa                                                                                           | —                            | —               | —     | [ 4 ] [ 29 ]        |
| Taiwán                   | Ejército de la República de China                                                                                | —                            | —               | —     | [ 30 ]              |
| Turquía                  | Ejército de Turquía. Producido por Makina ve Kimya Endüstrisi Kurumu (MKEK).                                     | —                            | —               | —     | [ 4 ] [ 31 ] [ 32 ] |
| Turquía                  | Mando General de la Gendarmería                                                                                  | —                            | —               | —     | [ 33 ]              |
| Turquía                  | Directorado General de Seguridad                                                                                 | —                            | —               | —     | [ 34 ]              |
| Vietnam                  | Producido por el Departamento General de la Industria de Defensa para el Ejército Popular de Vietnam.            | SPL40L (Industry Name)       | —               | —     | [ 4 ] [ 35 ] [ 36 ] |
| Venezuela                | Infantería de Marina Bolivariana                                                                                 |                              |                 |       |                     |